# Waldemar Obrębski
Waldemar Obrębski (ur. 23 maja 1944 w Warszawie, zm. 26 stycznia 1985 w okolicach Adelaide w Australii) – polski piłkarz i trener. Uznawany za jeden z największych polskich talentów trenerskich w XX wieku, którego kariera została przerwana tragicznym wypadkiem samochodowym w Australii.

## Życiorys

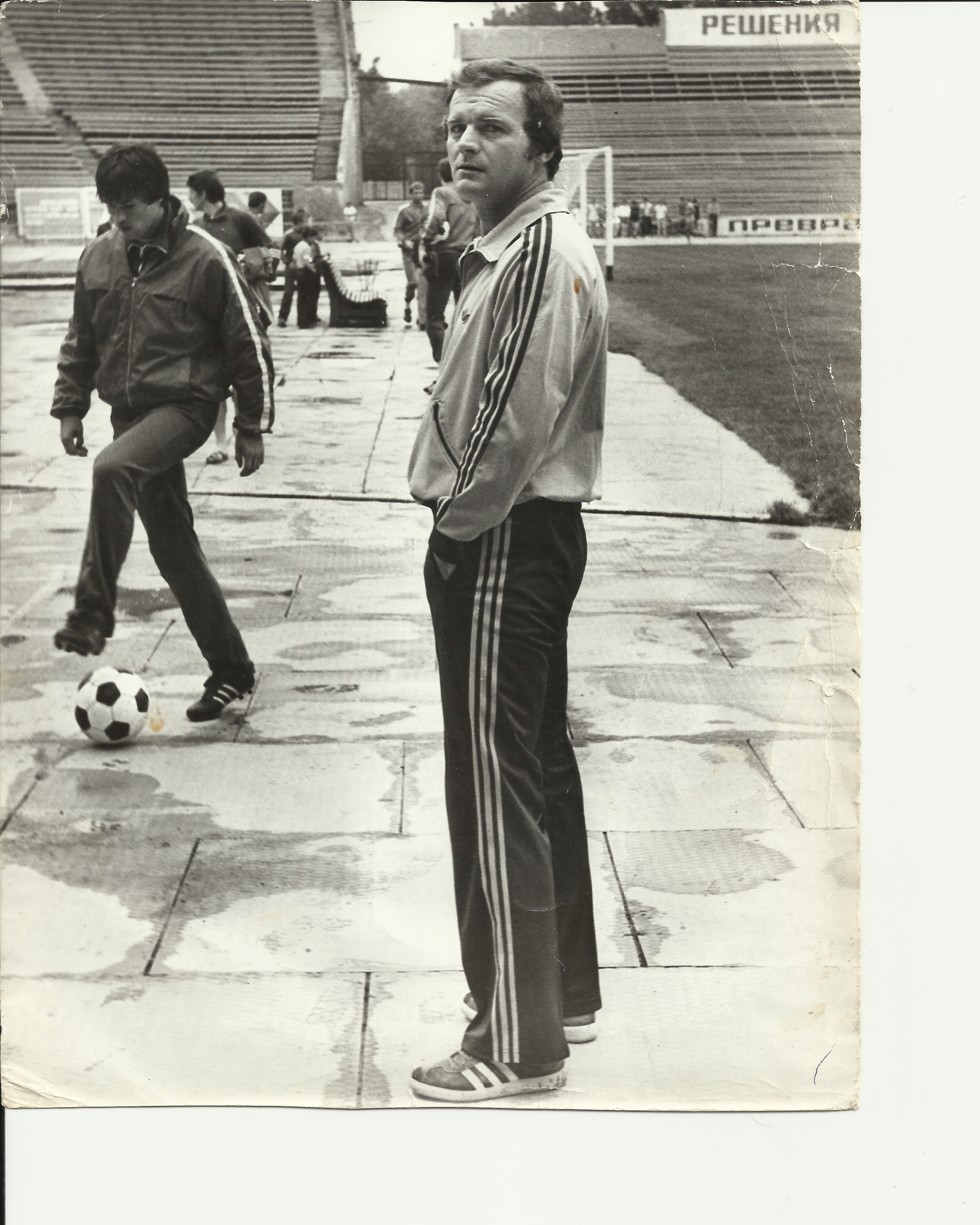
Waldemar Obrębski (około 1984)

### Kariera piłkarska
Ukończył II Liceum Ogólnokształcące im. Stefana Batorego w Warszawie (1963). Ukończył studia na warszawskiej Akademii Wychowania Fizycznego. 
Jako piłkarz grał na pozycji napastnika. Występował w Legii Warszawa (1960–1967), Polonii Warszawa (1967–1974), Wiśle Chicago (1974) i Chicago Sting (1975). 

### Kariera trenerska
Karierę trenerską rozpoczął jako asystent w Polonii Warszawa. W latach 1976–1977 pierwszy trener Polonii. Od 1977 pracował jako szkoleniowiec młodzieżowej reprezentacji Polski, a w czasie Mistrzostw Świata w Argentynie w 1978 jako asystent selekcjonera reprezentacji seniorów Jacka Gmocha. 
Trener reprezentacji „olimpijskiej” w eliminacjach do Igrzysk Olimpijskich w Los Angeles (1983–1984). W styczniu i lutym 1981 prowadził reprezentację młodzieżową w czterech meczach z Japonią zakontraktowanych jako oficjalne mecze pierwszej reprezentacji.

### Śmierć
Zmarł w wyniku obrażeń doznanych w wypadku samochodowym w okolicach Adelaide, gdzie w styczniu 1985 rozpoczął pracę jako trener.
Pochowany na cmentarzu w Pyrach.